# رحيم كجياغ (مقاطعة ديواندرة)
رحيم كجياغ (بالفارسية: رحیم کژیاگ) هي منطقة سكنية تقع في قسم اوباتو (مقاطعة ديواندرة) في إيران. يقدر عدد سكانها بـ 53 نسمة بحسب إحصاء 2016.